# Masters de snooker seniors 2019
Les Masters seniors 2019 sont un tournoi de snooker comptant pour la saison 2018-2019. L'épreuve s'est tenue le 11 avril 2019 au Crucible Theatre de Sheffield en Angleterre,. Elle est organisée par la tournée mondiale seniors et parrainée par la société anglaise ROKiT. 

## Déroulement

### Contexte avant le tournoi
L'événement compte huit participants seniors parmi les légendes de la discipline. Barry Pinches a remporté le tournoi qualificatif à Leeds et Aaron Canavan a été invité en tant que finaliste de ce tournoi, afin de pallier un désistement.
Les matchs sont disputés au meilleur des trois manches, avec une bille noire respotée en guise de manche décisive en cas d'égalité à une manche partout.
Le tenant du titre est Cliff Thorburn qui s'était imposé contre Jonathan Bagley en finale l'année précédente.

### Faits marquants
John Parrott a dû se retirer du tournoi pour cause de maladie, ce qui a permis à Aaron Canavan d'obtenir un bye au premier tour.
Cette édition a été remportée par Joe Johnson aux dépens de Barry Pinches. Johnson a eu recours à la bille noire respotée dans chacun de ses trois matchs.

## Dotation
La répartition des prix est la suivante :
- Vainqueur : 7 500 £
- Finaliste : 2 500 £
- Demi-finalistes : 1 000 £
- Meilleur break : 500 £
- Dotation totale : 12 500 £

## Tableau
|  | Quarts de finale au meilleur des 3 manches | Quarts de finale au meilleur des 3 manches | Quarts de finale au meilleur des 3 manches |             |                | Demi-finales au meilleur des 3 manches | Demi-finales au meilleur des 3 manches | Demi-finales au meilleur des 3 manches |  |  | Finale au meilleur des 3 manches | Finale au meilleur des 3 manches | Finale au meilleur des 3 manches |
|  |                                            |                                            |                                            |             |                |                                        |                                        |                                        |  |  |                                  |                                  |                                  |
|  |                                            | Cliff Thorburn (1)                         | 1                                          |             |                |                                        |                                        |                                        |  |  |                                  |                                  |                                  |
|  |                                            | Stephen Hendry                             | 2                                          |             |                |                                        |                                        |                                        |  |  |                                  |                                  |                                  |
|  |                                            | Stephen Hendry                             | 2                                          |             | Stephen Hendry | 0                                      |                                        |                                        |  |  |                                  |                                  |                                  |
|  |                                            |                                            |                                            |             | Stephen Hendry | 0                                      |                                        |                                        |  |  |                                  |                                  |                                  |
|  |                                            |                                            | Barry Pinches                              | 2           |                |                                        |                                        |                                        |  |  |                                  |                                  |                                  |
|  |                                            | Ken Doherty (4)                            | Barry Pinches                              | 2           | 0              |                                        |                                        |                                        |  |  |                                  |                                  |                                  |
|  |                                            | Ken Doherty (4)                            |                                            |             | 0              |                                        |                                        |                                        |  |  |                                  |                                  |                                  |
|  |                                            | Barry Pinches                              | 2                                          |             |                |                                        |                                        |                                        |  |  |                                  |                                  |                                  |
|  |                                            |                                            |                                            |             |                |                                        |                                        |                                        |  |  |                                  | Barry Pinches                    | 1                                |
|  |                                            |                                            |                                            | Joe Johnson | 2              |                                        |                                        |                                        |  |  |                                  |                                  |                                  |
|  |                                            | Jimmy White (3)                            | 1                                          |             |                |                                        |                                        |                                        |  |  |                                  |                                  |                                  |
|  |                                            | Joe Johnson                                | 2                                          |             |                |                                        |                                        |                                        |  |  |                                  |                                  |                                  |
|  |                                            | Joe Johnson                                | 2                                          |             | Joe Johnson    | 2                                      |                                        |                                        |  |  |                                  |                                  |                                  |
|  |                                            |                                            |                                            |             | Joe Johnson    | 2                                      |                                        |                                        |  |  |                                  |                                  |                                  |
|  |                                            |                                            | Aaron Canavan (2)                          | 1           |                |                                        |                                        |                                        |  |  |                                  |                                  |                                  |
|  |                                            | Aaron Canavan (2)                          | Aaron Canavan (2)                          | 1           | w/o            |                                        |                                        |                                        |  |  |                                  |                                  |                                  |
|  |                                            | Aaron Canavan (2)                          |                                            |             | w/o            |                                        |                                        |                                        |  |  |                                  |                                  |                                  |
|  |                                            | John Parrott                               | w/d                                        |             |                |                                        |                                        |                                        |  |  |                                  |                                  |                                  |

## Finale
| Finale au meilleur des 3 manches Arbitre : Michaela Tabb |                          |                        |
| Barry Pinches Angleterre                                 | 1 - 2 ( - )              | Joe Johnson Angleterre |
| 0 72                                                     | Centuries Meilleur break | 0 29                   |
| Joe Johnson remporte les Masters seniors 2019            |                          |                        |

## Qualifications
Ces rencontres se sont tenues du 8 mars 2019 au 10 mars 2019 au Northern Snooker Center à Leeds. Les matchs ont été disputés au meilleur des cinq manches, avec une bille noire respotée en cas d'égalité à deux manches partout. Les joueurs se sont affrontés pour obtenir une place qualificative pour le tableau final. Barry Pinches s'est qualifié.

### Quarts de finale
- Garoid O'Connor 3-1  David Lilley
- Barry Pinches 3-2  Wayne Cooper
- Matthew Couch 2-3  Aaron Canavan
- John Whitty 2-3  Lee S. Martin

### Demi-finales
- Garoid O'Connor 1-3  Barry Pinches
- Aaron Canavan 3-0  Lee S. Martin

### Finale
- Barry Pinches 3-1  Aaron Canavan

## Centuries
- 114  Jonathan Bagley (pendant les qualifications)